# Jugoslawisches Olympisches Komitee
Das Jugoslawische Olympische Komitee (Kroatisch: Jugoslavenski olimpijski komitet, Serbisch: Југословенски олимпијски комитет / Jugoslovenski olimpijski komitet; Slowenisch: Jugoslovanski olimpijski komite; mazedonisch: Југословенски олимписки комитет, romanisiert: Jugoslovenski olimpiski komitet) war das Nationale Olympische Komitee von Jugoslawien.

## Geschichte
Es wurde 1919 als Jugoslavenski olimpijski odbor in Zagreb gegründet und 1920 vom IOC anerkannt, bevor es 1927 nach Belgrad umzog und den Platz des Serbischen Olympischen Komitees in der Vereinigung der Nationalen Olympischen Komitees einnahm. Während der Auflösung Jugoslawiens wurden mehrere neue Komitees gegründet.